# Samsung Galaxy M40
Il Samsung Galaxy M40 è uno smartphone dual SIM di fascia media prodotto da Samsung, facente parte della serie Samsung Galaxy M. In alcuni mercati è stato commercializzato come Samsung Galaxy A60.

## Caratteristiche tecniche

### Hardware
Il Galaxy M40 è uno smartphone con form factor di tipo slate, le cui dimensioni sono di 155.3 x 73.9 x 7.9 millimetri e pesa 168 grammi.
Il dispositivo è dotato di connettività GSM, HSPA, LTE, di Wi-Fi 802.11 a/b/g/n/ac dual-band con supporto a Wi-Fi Direct ed hotspot, di Bluetooth 5.0 con A2DP ed LE, di GPS con A-GPS, BDS, GALILEO e GLONASS e di radio FM RDS. Ha una porta USB-C 2.0, è assente invece l'ingresso per jack audio da 3.5 mm.
Il Galaxy M40 è dotato di schermo touchscreen capacitivo da 6,3 pollici di diagonale, di tipo PLS TFT con aspect ratio 19,5:9, bordi molto ridotti, angoli arrotondati, vetro protettivo Gorilla Glass 3 e risoluzione Full HD+ 1080 x 2340 pixel (densità di 409 pixel per pollice). Il frame laterale ed il retro sono in plastica.
La batteria ai polimeri di litio da 3500 mAh non è removibile dall'utente. Supporta la ricarica rapida a 15 watt.
Il chipset è uno Snapdragon 675. La memoria interna di tipo eMMC 5.1 è di 64 o 128 GB, mentre la RAM è di 4 o 6 GB (in base al taglio scelto).
La fotocamera posteriore ha un sensore da 32 megapixel, uno grandangolare da 8 MP e uno di profondità da 5 MP (per effetti come il Bokeh), è dotata di autofocus, modalità HDR e flash LED, in grado di registrare al massimo video 4K a 30 fotogrammi al secondo, mentre la fotocamera anteriore (presente in un "foro" in alto a sinistra nello schermo) è da 16 MP, con HDR e registrazione video Full HD a 30 fps.
Il Galaxy A60 ha come differenza solo il taglio di memoria RAM, la quale è 6 GB.

### Software
Il Galaxy M40 è dotato di sistema operativo Android 9 "Pie" con interfaccia utente One UI 1.1. A marzo 2020 è stato aggiornato ufficialmente ad Android 10 con One UI Core 2.0. Ad aprile 2021 inizia a ricevere l'aggiornamento ad Android 11 con One UI Core 3.1.
Il Galaxy A60 è dotato di sistema operativo Android 9 "Pie" con One UI 1.1. Ad aprile 2020 è stato aggiornato ad Android 10 con One UI 2.0, mentre da aprile 2021 inizia a ricevere l'aggiornamento ad Android 11 con One UI 3.1.

## Commercializzazione
Il dispositivo è stato immesso sul mercato a giugno 2019.